# Kadosactis abyssicola
Kadosactis abyssicola är en havsanemonart som först beskrevs av Johan Koren och Daniel Cornelius Danielssen 1877.  Kadosactis abyssicola ingår i släktet Kadosactis och familjen Sagartiidae. Arten är reproducerande i Sverige. Inga underarter finns listade i Catalogue of Life.